# Довіра (фільм, 1972)
«Довіра» (рос. «Доверие») — український радянський художній фільм 1972 року режисера Миколи Ільїнського.

## Синопсис
У стрічці йдеться про проблеми села та дбайливе використання землі. Конфлікт містить у собі різне ставлення героїв стрічки до цих проблем.

## У ролях
- Олена Санаєва — Мар'яна Трофимова
- Юрій Кузьменков — Андрій Тімонін
- Лариса Леонова — Олена Іванівна
- Ольга Прохорова — Наталія
- Валерій Рижаков — Олексій
- Олександр Мілютін — Забойко
- Юрій Жбаков — Рубакін
- Ольга Ленська — тітка Настя
- Іван Кононенко-Козельський — Микола Єгорович
- Майя Булгакова — Пруднічиха
- Борис Товкач — Сенько Прудніков
- Софія Карамаш — тітка Дуся
- Костянтин Артеменко — Гордєєв
- Петро Вескляров — Семенишин
- Микола Дупак — Вєдєрніков
- Валентин Черняк — Іванівський
- Петро Філоненко — Тищенко
- Олеся Іванова — Морока
- Борис Лук'янов — Паньков
- Тамара Баташева — Тетянка
- Наталія Гебдовська — дружина Якова Даниловича
- Сергій Іванов — Сашко
- Валентина Івашова — мешканка хутора Сорочий
- Іван Матвєєв — мешканець хутора Сорочий
- Любов Комарецька — Стєбльова
- Олексій Мороз — товариш Сашка
- Микола Яковченко — відвідувач в приймальні
- Георгій Светлані — Яків Данилович
- Віктор Турбін — Микита Булкін
- Микола Олійник — епізодична роль
- Маргарита Янголь — епізодична роль
- Володимир Рудий — водій, немає у титрах
- Валентин Грудінін — колгоспник, немає у титрах
- Борис Александров — Куриленко, немає у титрах
- Галина Нехаєвська — колгоспниця, немає у титрах
- Вадим Верещак — Іван, немає у титрах
- Федір Гладков — мешканець хутора Сорочий, немає у титрах
- Юрій Мисенко — однокласник Сашка, немає у титрах

## Творча група
- Режисер-постановник: Микола Ільїнський
- Сценаристи: Віктор Богатирьов, Світлана Михальченко
- Оператор-постановник: Вадим Верещак
- Асистент оператора: Валентин Симоненко, Володимир Довгальов
- Художник-постановник: Петро Слабинський
- Композитор: Євген Зубцов
- Звукорежисер: Микола Медведєв